# Acanthocnemidae
Az Acanthocnemidae a rovarok (Insecta) osztályában a bogarak (Coleoptera) rendjébe, azon belül a mindenevő bogarak (Polyphaga) alrendjébe tartozó család. E csoport különlegessége, hogy tagjai főként trópusi területeken élnek, és adaptációik révén jól alkalmazkodtak a speciális környezeti feltételekhez. Az Acanthocnemidae családba viszonylag kevés faj tartozik, amelyek közül néhány biológiai és ökológiai sajátosságai révén különösen figyelemre méltó. Rendszertani helyük egyedisége és evolúciós jelentőségük révén fontosak a bogarak sokféleségének tanulmányozásában.

## Elterjedésük
Az Acanthocnemidae családba tartozó bogarak elterjedése viszonylag korlátozott, elsősorban a trópusi és szubtrópusi régiókra koncentrálódik. E család tagjait leginkább Ausztrália, Afrika és Délkelet-Ázsia bizonyos területein figyelték meg. Élőhelyük általában szárazabb, nyílt vidékekhez kötött, ahol alkalmazkodtak a helyi növényzethez és talajviszonyokhoz. Egyes fajok ökológiai jelentősége miatt különösen érdekesek a kutatók számára, mivel szerepet játszanak a helyi ökoszisztémák anyagciklusában és rovarközösségeiben.

## Felépítésük
Az Acanthocnemidae családba tartozó bogarak testfelépítése három fő részből áll: a fejből, a torból és a potrohból. A fejen találhatók a rágó típusú szájszervek, amelyek az adott faj táplálkozási szokásaihoz igazodtak. A csápok érzékszervi funkciókat látnak el, a szemek pedig összetett szerkezetűek, bár méretük változó lehet.
A tor három szelvényből áll, mindegyik szelvényhez egy-egy pár ízelt láb csatlakozik. A lábak általában erősek, a talajon való gyors mozgásra alkalmasak. A tor hátsó részéhez két pár szárny kapcsolódik. Az első pár kemény szárnyfedővé (elitre) alakult, amely a hártyás hátsó szárnyakat védi.
A potroh több szelvényből áll, és elsősorban az emésztő- és szaporítószerveket tartalmazza. Egyes fajok potrohában olyan mirigyek találhatók, amelyek kémiai anyagokat termelnek védekezés vagy kommunikáció céljából.
Az Acanthocnemidae család tagjai páncélos megjelenésükről ismertek, ami ellenállóvá teszi őket a környezeti hatásokkal szemben. Testrészeik arányai és funkciói az élőhelyük sajátosságaihoz igazodnak, különösen a száraz környezetekben való túlélés érdekében.

## Életmódjuk
Az Acanthocnemidae családba tartozó bogarak életmódja a száraz, meleg éghajlathoz igazodik. Ezek a bogarak jellemzően mindenevők, táplálékuk növényi részekből, például levelekből, magvakból és elhalt növényi anyagokból áll. Bizonyos esetekben állati eredetű szerves anyagokat is fogyasztanak, például más rovarok tetemeit.
Többségük éjszakai életmódot folytat, így kerülik el a nappali ragadozókat és a magas hőmérsékletet. Éjszakai aktivitásukhoz fejlett érzékszerveik nyújtanak segítséget. Mozgásuk gyors, és veszély esetén az aljnövényzetben vagy talajrepedésekben keresnek menedéket.
Szaporodásuk során a nőstények petéiket talajba vagy növényi anyagok közé rakják. A kikelő lárvák a környezetükben található szerves anyagokat fogyasztják, és többszöri vedlés után alakulnak kifejlett bogarakká.
Az Acanthocnemidae család tagjai jelentős szerepet játszanak az ökoszisztémákban. Fontos szereplői a lebontási folyamatoknak, mivel hozzájárulnak a szerves anyagok újrahasznosításához, valamint táplálékul szolgálnak más állatok, például madarak és kisebb emlősök számára. Életmódjuk így szorosan kapcsolódik az élőhelyük táplálékhálójához és anyagciklusaihoz.

## Fordítás
- Ez a szócikk részben vagy egészben  az   Acanthocnemidae című norvég Wikipédia-szócikk fordításán alapul.  Az eredeti cikk szerkesztőit annak laptörténete sorolja fel. Ez a jelzés csupán a megfogalmazás eredetét és a szerzői jogokat jelzi, nem szolgál a cikkben szereplő információk forrásmegjelöléseként.